# Cryptocercus
Cryptocercus es un género de insectos blatodeos (cucarachas). Es el único género de la familia Cryptocercidae. Las especies son conocidas como cucarachas de la madera o cucarachas de caperuza marrón.
Desde 1996, estudios sobre el ADN han llevado a la especie norteamericana C. punctulatus a ser dividida en 5 especies separadas, estableciendo la cuenta de especies conocidas en el mundo en 7.
Cryptocercus es especialmente notable por compartir numerosas características con las termitas y estudios filogenéticos han demostrado que este género está más cercanamente relacionado con las termitas que con otras cucarachas.